# Bhadraloka
Bhadraloka (anche bhadralok; Bengali: ভদ্রলোক bhôdrôlok, letteralmente 'gentiluomo', 'persona di buone maniere') è bengalese per la nuova classe sociale che nacque durante il periodo coloniale britannico (approssimativamente tra il 1757 al 1947) nel Bengala.
La maggior parte dei Bhadraloka erano membri delle caste superiori, tra cui baidya, brahmani, kāyastha, e successivamente mahishya.